# Esthlogena brunnescens
Esthlogena brunnescens är en skalbaggsart som beskrevs av Stefan von Breuning 1940. Esthlogena brunnescens ingår i släktet Esthlogena och familjen långhorningar. Inga underarter finns listade i Catalogue of Life.